# Netwerk tegen Armoede
Het Vlaams Netwerk tegen Armoede (vroeger: Vlaams Netwerk van Verenigingen waar Armen het Woord nemen) is de Vlaamse netwerkorganisatie van de Vlaamse en Brusselse 'verenigingen waar armen het woord nemen'. Dit zijn verenigingen zonder winstoogmerk die ernaar streven mensen in armoede samen te brengen, mensen in armoede aan het woord te laten, te werken aan de maatschappelijke emancipatie van mensen in armoede, te werken aan maatschappelijke structuren, vormingsactiviteiten en overleg te organiseren en mensen in armoede te blijven zoeken.

## Ontstaan
Het Netwerk is opgericht op 9 mei 2003, conform het Vlaams armoededecreet van 21 maart 2003.

## Doel
De hoofddoelstelling van het Netwerk tegen Armoede is het opheffen van armoede en sociale uitsluiting in het bevoegdheidsgebied van de Vlaamse Gemeenschap en het Vlaamse gewest. Om deze doelstelling te verwezenlijken ondersteunt het Netwerk de verenigingen waar armen het woord nemen. Het Netwerk zorgt voor uitwisseling tussen de verenigingen en ijvert ook voor de verbetering van de beeldvorming rond mensen in armoede en de bestrijding van vooroordelen.

## Lijst van verenigingen waar armen het woord nemen
Sinds 2023 zijn er 58 erkende verenigingen waar armen het woord nemen actief in Vlaanderen. In totaal zijn er 61 verenigingen waar mensen in armoede het woord nemen:
- A'Kzie - Kortrijk
- Al-arm - Geel
- ARA vzw - Brussel
- ATD Vierde Wereld Vlaanderen
- Betonne Jeugd - Antwerpen
- Beweging van Mensen met laag Inkomen en Kinderen (BMLIK) - Gent
- Beweging van Mensen met laag Inkomen en Kinderen (BMLIKO) - Oostende
- Bij Ons - Chez Nous - Brussel
- Buurthuis Bonnevie - Brussel
- buurtwerk 't Lampeke - Leuven
- Centrum Kauwenberg - Antwerpen
- Compagnie en Co - Lommel
- De Brug - Hasselt
- De Buurtwinkel - Brussel
- De Fakkel - Herentals
- De Kar - Brecht
- De Keeting - Mechelen
- De Knoop - Ninove
- De Lage Drempel - Mechelen
- De Moazoart - Lokeren
- De Nieuwe Volksbond - Tongeren
- De RuimteVaart - Leuven
- De Schakel - Puurs
- De Sfeer - Genk
- De Springplank - Sint-Niklaas
- De Tondeldoos - Dendermonde
- De Vrolijke Kring - Ronse
- De Zuidpoort - Gent
- Den Draai - Heist-op-den-berg
- DoucheFLUX - Brussel
- Erm in Erm - Tienen
- Eva-Centrum - Ekeren
- Filet Divers - Antwerpen
- Het Vonkje - Beringen
- Jakedoe - Roeselare
- Jong Gent in Actie - Gent
- Mensen voor Mensen - Aalst
- Onder Ons - Sint-Truiden
- Ons Centrum - Leopoldsburg
- Ons Gedacht - Lier
- Ons Huis - Mol
- Open Armen - Halle
- Pigment - Brussel
- PSC Open Huis - Antwerpen
- Recht-Op / Recht-Op Jongeren - Hoboken
- Samen DiVers - Oostende
- SIVI - Gent
- Soma - Maasmechelen
- T’ ANtWOORD - Turnhout
- t' Hope - Roeselare
- 't Kringske - Izegem
- 't Schoederkloptje - Zarren
- Uit het Niets - Vilvoorde
- Ûze Plekke - Brugge
- VL.O.S. - Sint-Niklaas
- Vrienden van het Huizeke - Brussel
- Warm hart - Houthalen
- Welzijnsschakel Ommekeer - Erpe-Mere
- Welzijnsschakels - Vlaanderen
- Wieder - Brugge
- Wijkcentrum De Kring - Eeklo
- Wijkpartenariaat De Schakel - Schaarbeek

## Werelddag van Verzet tegen Armoede
17 oktober is de Werelddag van het Verzet tegen Armoede van de Verenigde Naties. Jaarlijks brengen armoedeorganisaties armoede onder de aandacht van het grote publiek.
Het ontstaan ervan gaat terug tot 17 oktober 1987 toen een 100.000 mensen op Trocadéro in Parijs verzamelden, waar de Universele Verklaring van de Rechten van de Mens ondertekend werd in 1948, om slachtoffers van extreme armoede, geweld en honger te herdenken.
Jaarlijks zet het Vlaams Netwerk tegen Armoede een grondrecht of thema centraal met een sensibliseringscampagne. De website www.17oktober.be is de centrale hub van de campagne. 

## Boek 'Over leven in armoede'
Het boek 'Over leven in armoede - Twintig jaar strijd in tien verhalen' wil uitdagen, raken en confronteren. We laten tien mensen aan het woord die zich verenigen in het Netwerk tegen Armoede, samen met vele anderen. Ze weten uit eigen ervaring wat het is om te (over)leven in armoede. Ze treden uit de schaduw van de schaamte en schuld die door vooroordelen op hun schouders rusten. Ze kijken u recht in de ogen. Hopelijk heeft u de moed om terug te kijken ... en te luisteren. Het boek is gepubliceerd naar aanleiding van het 20-jarig bestaan van het Netwerk en de verenigingen waar mensen in armoede het woord nemen sinds de oprichting door het Armoededecreet in 2003.
“Iedereen kent de cijfers over armoede, zeker politici. Maar cijfers zijn veilig. Als die cijfers een gezicht krijgen, wordt het confronterend. Daarom wil ik mijn verhaal blijven vertellen. Luister naar mij, leer me kennen als mens.”

## Prijs voor de Democratie
Op 21 juli 2013 ontving het Netwerk tegen Armoede, samen met Manuel Chiguero, de Prijs voor de Democratie. Het was de eerste keer in twintig jaar dat de strijd tegen armoede werd gelauwerd.

## Federale Prijs voor Armoedebestrijding[9]
Jaarlijks reiken de Minister voor Armoedebestrijding en de voorzitter van de POD Maatschappelijke Integratie de Federale Prijs Armoedebestrijding uit. Deze prijs werd in 2008 in het leven geroepen. De actoren op het terrein, hetzij personen, hetzij associatieve en/of institutionele organisaties, kunnen een prestigieuze erkenning ontvangen die hen beloont voor de inspanningen die ze dagelijks leveren om hun medemensen te helpen en hun toestand te verbeteren. Voor elk gewest wordt er een laureaat verkozen. 

### Laureaten uit het Netwerk tegen Armoede
- 2023 Vlaanderen: 't Hope vzw - Roeselare
- 2020 Vlaanderen: Vierdewereldgroep Mensen voor Mensen vzw - Aalst
- 2019 Vlaanderen: De Zuidpoort vzw - Gent
- 2019 Brussel: ATD Vierde Wereld België vzw
- 2015 Vlaanderen: A’kzie vzw - Kortrijk
- 2014 Vlaanderen: Recht-Op - Antwerpen